# Кониши Јукинага
Кониши Јукинага (енгл. Konishi Yukinaga, 1555—1600) био је јапански војсковођа из периода Азучи (1568—1600). Истакао се у служби Тојотоми Хидејошија током ратова за уједињење Јапана (1582—1592) и током јапанске инвазије Кореје (1592—1598). Био је један од најмоћнијих хришћанских господара у Јапану. Модерни извори често га помињу под његовим хришћанским именом, Агостино Кониши (енгл. Dom Agostinho Konishi).

## Биографија
Кониши Јукинага рођен је око 1555. године у трговачкој породици: отац му је био апотекар у Сакају. Иако није био самурајског порекла, ступио је у војску регента Тојотоми Хидејошија (који је и сам био сељачког порекла) и истакао се у ратовима за уједињење Јапана (1582—1592). Након Хидејошијеве кампање против независних феудалаца на острву Кјушу (1587), постао је даимјо и добио у посед јужни део провинције Хиго.

### Први поход на Кореју
У првом походу на Кореју (1592) учествовао је са 7.000 својих вазала и командовао је јапанском Првом дивизијом (18.700 људи). Учествовао је у освајању Пусана, Сеула и Пјонгјанга. У току рата Конишијево лично непријатељство и ривалство са другим Хидејошијевим миљеником, Катом Кијомасом, у више наврата је штетило јапанским ратним операцијама.

### Мировни преговори
После повлачења Јапанаца из Сеула (18. априла 1593), Кониши је заједно са Ишидом Мицунаријем именован од стране Хидејошија за главног преговарача о миру са царством Минг. У жељи да постигне мир по сваку цену, Кониши је одлучио да превари обе стране: на кинеском двору је прихватио све кинеске услове (укључујући потпуно напуштање Кореје и јапанско признање вазалне зависности од Кине), пошто је претходно кривотворио Хидејошијево писмо кинеском цару, у коме га признаје за врховног господара Јапана у замену за краљевску титулу. Вративши се у Јапан, обавестио је Хидејошија да су Кинези прихватили све јапанске услове, укључујући и предају 4 јужне Корејске провинције (од укупно осам - заправо, читаве јужне Кореје осим Сеула). Тако је у Кореји успостављено примирје, при чему су Јапанци задржали само узан приобални појас око Пусана, које је потрајало све до краја 1596. године. Конишијева превара откривена је са доласком званичне кинеске делегације (26. октобра 1596), која је донела Хидејошију обећану краљевску круну и прогласила га за вазалног краља Јапана, док јапански услови за мир нису били ни поменути у мировном уговору. Осрамоћен, Хидејоши је на лицу места напао Конишија и протерао кинеску делегацију, после чега је одлучио да се рат настави по сваку цену.

### Други поход на Кореју
У другом походу на Кореју (1597) био је део Армије левог крила.

### Смрт
Када се Јапан после Хидејошијеве смрти (1598) поделио на присталице Хидејошијеве династије, које је предводио Ишида Мицунари, и побуњенике под вођством Ијејасу Токугаве, Кониши се определио за лојалисте. Погубљен је непосредно после пораза лојалиста у бици код Секигахаре (1600) пошто је, као хришћанин, одбио да изврши традиционални сепуку. Његови поседи додељени су његовом дугогодишњем ривалу и суседу Като Кијомаси.